# Bettina Aust
Bettina Aust (* 1988 in Düsseldorf) ist eine deutsche Klarinettistin.

## Leben
Bettina Aust studierte von 2007 bis zu ihrem Diplomabschluss im Jahr 2013 bei Johannes Peitz an der Hochschule für Musik, Theater und Medien Hannover, ergänzt von einem Auslandssemester im Jahr 2011 bei Pascal Moraguès am Conservatoire National Supérieur de Musique et de Danse de Paris. Ihr anschließendes Masterstudium bei Sabine Meyer an der Musikhochschule Lübeck schloss sie 2015 mit Bestnote ab. Seit 2014 ist sie Soloklarinettistin der Augsburger Philharmoniker und seit 2017 Dozentin im Fach Klarinette am Leopold-Mozart-Zentrum der Universität Augsburg. Seit 2015 gibt sie auch Schulkonzerte in Kooperation mit der Initiative Rhapsody in School.
Als international tätige Solistin pflegt Bettina Aust ein Repertoire, das die Stilepochen von der Wiener Klassik bis zu Uraufführungen zeitgenössischer Musik abdeckt. Seit ihrer Jugend tritt sie mit ihrem Bruder, dem Pianisten Robert Aust, in einem festen Duo auf, das eine Vielzahl von Werken, darunter die Klarinettensonaten von Francis Poulenc, Leonard Bernstein, Johannes Brahms und Camille Saint-Saëns zur Aufführung brachte. Zusammen mit der Fagottistin Lydia Pantzier konzertieren die beiden seit 2013 auch regelmäßig als Rheingold Trio. Auch in anderen Kammermusikbesetzungen trat sie auf, etwa zusammen mit Mitgliedern des Flex Ensembles (Klavierquartett) mit Olivier Messiaens Quatuor pour la fin du temps.
Im Zusammenwirken mit zahlreichen Orchestern spielte sie u. a. Solokonzerte von Carl Stamitz, Wolfgang Amadeus Mozart, Carl Maria von Weber, Carl Nielsen und die Uraufführung des Klarinettenkonzerts von Frank Zabel (* 1968).

## Preise und Auszeichnungen
- 1. Preis sowie Sonderpreise beim Internationalen Musikwettbewerb Markneukirchen (2014)[14]
- Preis des Deutschen Musikwettbewerbs (2015)

## Diskografie
- Bettina Aust – Deutscher Musikwettbewerb, Preisträgerin 2015. Mit Werken von Jean Francaix, Norbert Burgmüller, Jörg Widmann, Leonard Bernstein und Johannes Brahms. Robert Aust, Klavier, erschienen bei Genuin, 2016